# Picasso (film 1954)
Picasso è un documentario cortometraggio del 1954 diretto da Luciano Emmer e basato sulla vita del pittore spagnolo Pablo Picasso.

## Riconoscimenti
- 1956 - Festival Internazionale del cinema di Karlovy Vary
  - Miglior documentario (Luciano Emmer)